# Regierungsbezirk Liegnitz
Der Regierungsbezirk Liegnitz war ein Regierungsbezirk in der preußischen Provinz Schlesien. Er bestand von 1815 bis 1945 und umfasste den nordwestlichen Teil Schlesiens.
Der Regierungsbezirk Liegnitz gehörte zur umgangssprachlich so bezeichneten Region Niederschlesien.

## Geschichte
Als ursprüngliche Bestandteile der Regierungsbezirks wurden 1815 in der Verordnung zur Eintheilung des preußischen Staats nach seiner neuen Begrenzung die Kreise Bunzlau, Freystadt, Glogau, Goldberg, Grünberg, Liegnitz, Löwenberg, Lüben, Sagan und Sprottau sowie der preußische Anteil an der Oberlausitz mit Ausnahme der Herrschaft Hoyerswerda und den westlich von ihr gelegenen Orten festgelegt.
In der Oberlausitz wurden 1816 die drei neuen Kreise Görlitz, Lauban und Rothenburg eingerichtet. 1820 wurde der Regierungsbezirk um die Kreise Bolkenhain, Hirschberg, Jauer, Landeshut und Schönau aus dem aufgelösten Regierungsbezirk Reichenbach vergrößert und 1825 wechselte der Kreis Hoyerswerda aus der Provinz Brandenburg in den Regierungsbezirk Liegnitz.
Der Verwaltungssitz befand sich in der Stadt Liegnitz. Andere wichtige Städte des Regierungsbezirks waren Görlitz, Grünberg, Glogau, Bunzlau, Hoyerswerda (seit 1825) und Hirschberg.
Der östlich angrenzende Teil Niederschlesiens gehörte zum Regierungsbezirk Breslau. Im Nordosten grenzte das Gebiet an die Provinz Posen, ab 1919 an Polen, im Nordwesten an die Provinz Brandenburg, im Westen an Sachsen und im Süden an das österreichische Kronland Böhmen, ab 1919 an die Tschechoslowakei. Von 1919 bis 1938 und ab 1941 war Schlesien in zwei Provinzen geteilt, der Regierungsbezirk Liegnitz gehörte dann zur Provinz Niederschlesien.

## Verwaltungsgliederung

Verwaltungsgliederung Schlesiens (1905):

Der Regierungsbezirk umfasste folgende Stadt- und Landkreise:
| Stadtkreise - Glogau, ab 1920 - Görlitz, ab 1873 - Grünberg in Schlesien, 1922–1933, dann zu Kreis Grünberg - Hirschberg im Riesengebirge, ab 1922 - Liegnitz, ab 1874 | Landkreise - Bolkenhain, 1932 zu Kreis Landeshut - Bunzlau - Fraustadt, 1938 von Bezirk Schneidemühl - Freystadt, 1932 zu Kreis Grünberg, 1933 restituiert - Glogau - Goldberg, ab 1932 durch Fusion aus Kreis Goldberg-Haynau und Kreis Schönau - Goldberg-Haynau, 1932 zu Kreis Goldberg - Görlitz - Grünberg - Hirschberg - Hoyerswerda - Jauer, 1932 zu Kreis Liegnitz, 1933 vergrößert restituiert - Landeshut - Lauban - Liegnitz - Löwenberg - Lüben - Rothenburg - Sagan, 1932 zu Kreis Sprottau - Schönau, 1932 zu Kreis Goldberg - Sprottau |

## Regierungspräsidenten
- 1818–1820: Kiekhöfer
- 1820–1823: Friedrich Troschel
- 1823–1827: Friedrich von Erdmannsdorff
- 1828–1831: Friedrich von Troschel (2. Amtszeit)
- 1831–1844: Ferdinand zu Stolberg-Wernigerode
- 1844–1848: Hartmann von Witzleben
- 1848–9999: Johann Eduard von Schleinitz (kommiss.)
- 1848–1851: Ferdinand von Westphalen
- 1851–1855: Werner von Selchow
- 1855–1868: Carl von Zedlitz-Trützschler
- 1868–1885: Constantin von Zedlitz-Neukirch
- 1885–1895: Nicolaus von Handjery
- 1895–1902: Gustav von Heyer
- 1902–1915: Günther von Seherr-Thoß
- 1915–9999: Oskar Hergt
- 1915–1919: Hans Ukert
- 1919–1925: Robert Büchting
- 1925–1931: Hans Poeschel
- 1931–1932: Hans Simons
- 1932–1934: Adolf von Hahnke
- 1934–1936: Herbert Suesmann
- 1936–1939: Max Engelbrecht
- 1939–1942: Friedrich Bachmann
- 1942–1945: Alfred Bochalli